# Litewscy posłowie do Parlamentu Europejskiego 2019–2024
Litewscy posłowie IX kadencji do Parlamentu Europejskiego zostali wybrani w wyborach przeprowadzonych 26 maja 2019, w których wyłoniono 11 deputowanych.

## Posłowie według list wyborczych
Związek Ojczyzny – Litewscy Chrześcijańscy Demokraci
- Rasa Juknevičienė
- Andrius Kubilius
- Liudas Mažylis

Litewska Partia Socjaldemokratyczna
- Vilija Blinkevičiūtė
- Juozas Olekas

Litewski Związek Rolników i Zielonych
- Stasys Jakeliūnas[1]
- Bronis Ropė

Partia Pracy
- Viktor Uspaskich

Ruch Liberalny Republiki Litewskiej
- Petras Auštrevičius

„Aušros Maldeikienės traukinys”
- Aušra Maldeikienė

Blok Waldemara Tomaszewskiego
- Waldemar Tomaszewski